# 자생적 질서
자생적 질서(spontaneous order)는 혼돈처럼 보이는 질서의 자생적인 창발이다. 계획을 통해 질서를 의도적으로 만들려고 하지 않는 개인, 지구상의 생명의 진화, 언어, 결정 구조, 인터넷 및 자유 시장 경제는 모두 자생적 질서를 통해 진화한 시스템의 예로서 제안되었다. 자생적 질서는 조직과 구별된다. 자생적 질서는 척도 없는 네트워크로 구별되는 반면 조직은 계층적 네트워크이다.

## 같이 보기
- 어나니머스 (그룹)
- 창발
- 상호부조
- 자연법
- 공유지의 비극
- 무위